# 安平鹿一
安平 鹿一（やすひら しかいち、1902年1月3日 ‐ 1967年1月17日） は、日本の労働運動家、政治家。日本社会党衆議院議員（6期）。

## 経歴
愛媛県温泉郡荏原村大字中野（現在の松山市中野町）で安平金次郎・コマの3男として生まれた。
1918年に荏原尋常高等小学校（現在の松山市立荏原小学校）を卒業後上京し、旋盤工などを務めながら社会主義運動と労働運動に加わり、東京鉄工組合理事となる。1926年に日本無産党に入り、活動する。その傍ら1929年に東京府荏原町議、1936年に東京市議、翌年東京府議を歴任する。1937年12月15日、人民戦線事件で検挙され、第1審判決で懲役2年を申し渡されるも控訴。1945年10月の治安維持法廃止により免訴となった。
終戦後の1945年11月に結成された日本社会党および翌年結成された日本労働組合総同盟の中央執行委員となる。1946年の第22回衆議院議員総選挙で郷里の愛媛県全県区から立候補して当選。翌年の第23回衆議院議員総選挙でも愛媛1区から出馬して当選したが、1949年の第24回衆議院議員総選挙では落選した。1951年の社会党分裂時には左派に属し、翌年の第25回衆議院議員総選挙で愛媛2区に鞍替えして当選。1955年の社会党再統一時に中央執行委員・組織局長となる。
衆議院議員は6期務め、党本部総務局長、国会対策副委員長などを歴任した。1954年に社会党訪中使節団の代表として訪中し、1957年に列国議会同盟総会に衆議院代表として渡英、1962年には全面軍縮と平和のための世界大会（モスクワ）に出席した。
1963年9月に体調を崩し、脳軟化症と診断されたため同年11月の第30回衆議院議員総選挙への出馬を断念し、1965年に療養のため帰郷したが、1967年1月17日、久谷村の自宅で死亡した。当初の死因は脳出血とされたが、2日後に社会党愛媛県本部と夫人が縊死の事実を確認したうえで、これを公表した。
葬儀は1月18日に密葬で、2月19日に党葬で行われた。墓は松山市中野町の心行寺墓地にある。